# 河内信朝

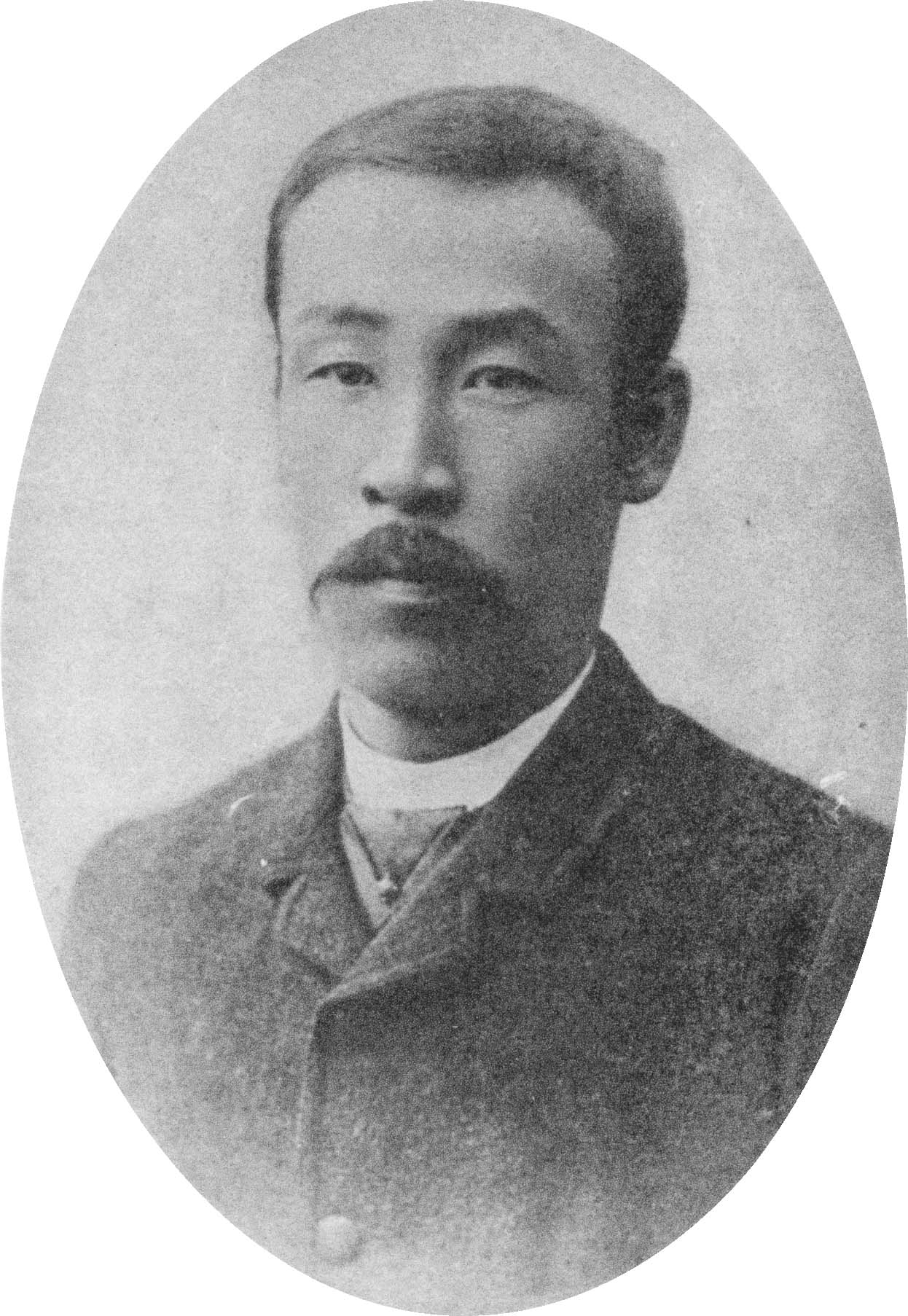
河内信朝

河内 信朝（こうち のぶとも、嘉永2年6月22日（1849年8月10日） - 明治36年（1903年）5月13日）は、日本の教育者。旧名朝之亮。

## 経歴
長州藩出身。藩校明倫館で漢学を学び、小倉口の戦いに出征し、負傷した。1871年（明治4年）、貢進生となり、大学南校に入学した。その後、司法省に出仕して、東京控訴院判事となった。1883年（明治16年）、司法官を辞して、山口中学校（後の旧制山口高等学校）校長に転じ、1886年（明治19年）に山口高等中学校に改編後も引き続き校長を務めた。1896年（明治29年）、山口県尋常師範学校校長となり、翌年には高等師範学校校長となるが、程なくして文部書記官・大臣官房文書課長に転じた。その後、1898年（明治31年）から1900年（明治33年）まで山口高等学校校長を務めた。